# Fuenlabrada de los Montes
Fuenlabrada de los Montes là một đô thị trong tỉnh Badajoz, Extremadura, Tây Ban Nha. Dân số 2.046 người và diện tích 192 km².